# 仙台市立古城小学校
仙台市立古城小学校（せんだいしりつ ふるじろしょうがっこう）は、宮城県仙台市若林区古城2丁目にある公立小学校である。

## 概要
仙台市で62番目の小学校として開校した。

## 沿革
出典
- 1978年（昭和53年）
  - 4月1日 - 南材木町小学校、南小泉小学校、若林小学校より分離開校。
  - 11月 - 校歌・校旗制定し、発表会開催。
- 1981年（昭和56年） - 遊具が制作される。
- 1982年（昭和57年） - 5周年記念として、築山が完成。
- 1988年（昭和63年） - 創立10周年記念式典挙行。
- 1996年（平成8年） - コンピューターを導入し、翌年には、インターネットも活用。
- 1998年（平成10年）11月7日 - 創立20周年記念式典挙行。同年には、記念マリンバ演奏会開催や校庭にて校章の人文字も作られた。
- 2008年（平成20年）10月 - 創立30周年記念式典挙行。
- 2011年（平成23年）3月11日 - 14時46分頃に発生した東日本大震災で、本校に避難所設置。

## 学区
出典
- 古城1丁目
- 古城2丁目
- 文化町（3～16番、18～21番）
- 南小泉1丁目（1番、9～12番）
- 南小泉3丁目
- 若林1丁目（1番、6番の一部、7～9番、10番の一部）
- 若林3丁目（1番の一部、2番、3番の一部）

## 進学先
出典
- 仙台市立八軒中学校 - 古城1丁目、古城2丁目、文化町（12～16番、18～21番）、南小泉3丁目（18番以降）、若林1丁目（1番、6番の一部、7～10番）、若林3丁目（1番の一部、2番、3番の一部）から通う児童の進学先
- 仙台市立南小泉中学校 - 文化町（3～11番）、南小泉1丁目、南小泉3丁目（17番まで）から通う児童の進学先

## 周辺
- 仙台市古城集会所 - 敷地が隣接。
- 仙台市立若林一丁目南公園 - 仙台市道をはさんで、敷地が隣接。
- 仙台拘置支所 - 敷地が隣接。
- 宮城刑務所
- 仙台味噌󠄀醤油（工場） - 仙台市道をはさんで、敷地が隣接。
- JR貨物東北貨物線

## アクセス
- 仙台市営バス「75」系統で、「古城一丁目」停留所より、
  - 校地西側の生徒通用門まで、
    - 長町南駅・太白区役所前行のりばから、徒歩約120m・約2分。
    - 薬師堂駅行のりばから、徒歩約115m・約2分。
      - なお、「古城二丁目」停留所の方が、学校敷地に近いが、「古城一丁目」停留所から行くより、若干距離が延びる。

  - 学校正門（校門）まで、
    - 長町南駅・太白区役所前行のりばから、徒歩約375m・約6分。
    - 薬師堂駅行のりばから、徒歩約370m・約6分。